# Opisthobranchia
Opisthobranchia é uma subclasse de moluscos gastrópodes marinhos que inclui os animais conhecidos como "lesmas do mar" e "borboletas-do-mar". Os opistobrânquios foram considerados como sub-classe até à reorganização taxonómica do grupo com base em critérios de genética.
O grupo caracteriza-se pela concha muito reduzida ou inexistente e manto ausente. O sistema respiratório consiste numa única brânquia, localizada na zona posterior ao coração. É esta característica que dá o nome ao grupo, do grego opistho (posterior) e branchia (brânquia). Os opistobrânquios têm dois pares de tentáculos sensoriais.